# جايسون ديفيس
جايسون ديفيس (بالإنجليزية: Jason Davis)‏ (6 نوفمبر 1984 - ) هو لاعب كرة قدم بريطاني في مركز الوسط. شارك مع منتخب برمودا لكرة القدم. أما مع النوادي، فقد لعب مع Boulevard Blazers F.C. ‏ وCBU Capers ‏ وNorth Village Rams ‏.

## وصلات خارجية
- جايسون ديفيس على موقع الاتحاد الدولي (مؤرشف)  (الإنجليزية)
- جايسون ديفيس على موقع ناشيونال فوتبول تيمز (الإنجليزية)
- جايسون ديفيس على موقع Soccerway.com (الإنجليزية)